# 高知県立嶺北高等学校
高知県立嶺北高等学校（こうちけんりつ れいほくこうとうがっこう）は、高知県長岡郡本山町に所在する公立の高等学校。

## 設置学科
- 普通科（1学年あたり80名）
  - 2年時からA類型（農業コース）・B類型（普通教科を主に学ぶコース）・C類型（商業コース）に分かれる。

## 沿革
- 1948年（昭和23年）
  - 6月1日 - 高知県立高知農業高等学校本山分校（定時制男子農業科・定時制女子被服別科）の設置認可。
  - 9月1日 - 高知県立高知農業高等学校森分校（定時制女子被服別科）の設置認可。
- 1950年（昭和25年）4月1日 - 両分校に定時制普通科を設置。
- 1953年（昭和28年）
  - 4月1日 - 両分校を統合し高知県立嶺北高等学校を開設する。全日制普通科・定時制農業科・被服別科。
  - 4月7日 - 定時制農業科の募集を停止し、全日制農業科に課程変更する。
- 1960年（昭和35年）4月1日 - 全日制農村家庭科を新設する。
- 1965年（昭和40年）4月1日 - 農村家庭科を生活科に、農業科を農林科に学科改編する。
- 1971年（昭和46年）3月9日 - 森分校が閉校となる。
- 1974年（昭和49年）4月1日 - 生活科の募集を停止し、普通科3学級・農林科1学級となる。
- 1978年（昭和53年）
  - 3月31日 - 生活科が閉科となる。
  - 4月1日 - 普通科が1学級減となり、普通科2学級・農林科1学級となる。
- 1982年（昭和57年）4月1日 - 農林科の募集を停止し、普通科のみの3学級となる（実際の入学者は68人で2学級となる）。
- 1984年（昭和59年）3月31日 - 農林科が閉科となる。
- 1996年（平成8年）4月1日 - 中高連携教育推進事業（県指定、2001年（平成13年）度までの6年間）の指定を受け、嶺北地域の中高連携教育が開始される。
- 2000年（平成12年）4月1日 - 中高一貫教育実践研究推進校（文部省指定、単年度）の指定を受ける。
- 2001年（平成13年）4月1日 - 中高一貫教育開発校（文部科学省指定、2003年（平成15年）度までの3年間）の指定を受け、本山町立本山中学校・本山町立吉野中学校・土佐町立土佐町中学校と連携型中高一貫教育が開始される。
- 2004年（平成16年）4月1日 - 中高一貫教育改善充実事業（文部科学省指定、2006年（平成18年）度までの3年間の指定を受ける。
- 2007年（平成19年）4月1日 - 本山町土佐町中学校組合立嶺北中学校が開設され、本校と同居、同居連携型中高一貫教育が開始される。
- 2011年（平成23年）4月1日 - 本山町土佐町中学校組合立嶺北中学校を本山町立嶺北中学校に改称。[2]

## アクセス
- 土讃線大杉駅から嶺北観光自動車田井行バスで「嶺北高校前」下車